# Ultrasaurus
Ultrasaurus ist eine mögliche Gattung von Dinosauriern aus der Gruppe der Sauropoden. Sie wurde 1983 von dem Paläontologen Haang Mok Kim anhand zweier Knochenfragmente beschrieben, die aus der Unterkreide Südkoreas stammen. Die einzige Art benannte Kim als Ultrasaurus tabriensis. Wegen der Unvollständigkeit der Fossilien kann Ultrasaurus derzeit nicht von anderen Sauropoden-Gattungen abgegrenzt werden, weshalb die Gattung heute als Nomen dubium (zweifelhafter Name) geführt wird. Auch für eine systematische Einordnung innerhalb der Sauropoden liefern die wenigen Reste zu wenige Hinweise.
Es sind lediglich das Fragment des Dornfortsatzes eines Schwanzwirbels sowie ein fragmentarischer Oberarmknochen bekannt. Kim hielt den Oberarmknochen jedoch fälschlicherweise für eine sehr große Elle, und schloss, dass es sich um einen ungewöhnlich großen Sauropoden handeln musste – entsprechend wählte er den Gattungsnamen (Ultrasaurus – „Überechse“). Die Fossilien stammen aus einem Straßenaufschluss im Norden der ehemaligen koreanischen Provinz Gyeongsang-do. Dieser Fundort, der zur Hayang-Gruppe zählt, enthielt außerdem den Oberschenkelknochen eines theropoden Dinosauriers.

## UltrasaurusundUltrasauros
Kim hat Ultrasaurus 1983 wissenschaftlich beschrieben. Die Bezeichnung „Ultrasaurus“ war jedoch schon vorher als inoffizieller Name für ein im Jahr 1979 in den USA entdecktes Tier verbreitet und als neuer Gattungsname vorgesehen. Die offizielle Beschreibung dieses Tieres unter dem Namen Ultrasaurus macintoshi folgte erst 1985. Allerdings verletzte die Verwendung des gleichen Namens für zwei verschiedene Gattungen die Internationalen Regeln für die Zoologische Nomenklatur (ICZN): Diese Regeln sehen vor, dass im Falle der Namensgleichheit die frühere wissenschaftliche Veröffentlichung maßgeblich ist, in diesem Fall der koreanische Fund. Daher musste für die amerikanische Gattung nachträglich ein anderer Name gewählt werden – Ultrasauros. Heute steht fest, dass die nordamerikanischen, als Ultrasauros bezeichneten Funde von zwei verschiedenen Dinosauriern stammen.